# Gare de Plouvara – Plerneuf
Gare de Plouvara - Plerneuf – przystanek kolejowy w Plouvara, w departamencie Côtes-d’Armor, w regionie Bretania, we Francji.
Jest przystankiem kolejowym Société nationale des chemins de fer français (SNCF), obsługiwaną przez pociągi TER Bretagne.

## Położenie
Znajduje się na wysokości 163 m n.p.m., na 485,000 km linii Paryż – Brest, pomiędzy stacjami La Méaugon i Châtelaudren - Plouagat. 

## Usługi
Usługi kolejowe są prowadzone przez pociągi TER Bretagne, kursujące między Saint-Brieuc, Lannion lub Guingamp.